# FC Barcelona C
Fútbol Club Barcelona C was het derde elftal van FC Barcelona. Het team kwam lange tijd uit in de Tercera División Grupo 5. Het merendeel van de spelers was afkomstig uit de jeugdopleiding (cantera). Barça C kan gezien worden als het tussenstation tussen de Juvenil A, het hoogste jeugdelftal, en Barça B, het tweede elftal van de club. Thuiswedstrijden werden afgewerkt in het Mini Estadi, dat 15.276 plaatsen heeft.

## Geschiedenis
Het elftal werd in 1967 opgericht als FC Barcelona Amateur. Onder deze naam werd in 1984 de Copa Generalitat gewonnen. In 1993 veranderde de naam van het team in FC Barcelona C. Gedurende vijf seizoenen speelde het elftal in de Segunda División B. De overige jaargangen was Barça C actief in de Tercera División. In 2007 degradeerde het team verplicht naar de Primera Divisió Catalana ondanks de behaalde dertiende plaats in de Tercera División Grupo 5, nadat Barça B was gedegradeerd naar de Tercera División. Aangezien de Primera Divisió Catalana een amateurcompetitie is, besloot het bestuur van FC Barcelona Barça C niet meer in te schrijven voor het seizoen 2007/2008 bij de voetbalbond Federació Catalana de Futbol. Hiermee hield het team op te bestaan.

## Gewonnen prijzen
- Copa Generalitat: 1984
- Kampioen Tercera División: 1984, 1987, 1998